# Rusty Lake: Hotel
Rusty Lake: Hotel est un jeu vidéo d'aventure en pointer-et-cliquer développé et édité par Rusty Lake, sorti en 2016 sur Windows, Mac, iOS et Android.

## Trame
Les personnages ressemblent des humains possédant des têtes d’animaux et se trouvent dans un hôtel sur invitation d’un être mystérieux, Mr Owl. Cette semaine macabre au sein de cet hôtel va mal se passer pour les invités, les interactions se font dans les chambres des invités et le hall. Le but est de nourrir 5 invités et compléter les 5 tableaux à l'aide d'énigmes.

## Système de jeu
Rusty Lake Hotel est un jeu vidéo de type Point And Click. Ce qui veut dire que c'est un jeu nécessitant d'interagir avec tous les éléments se présentant devant le joueur pour progresser.

## Accueil
- Adventure Gamers : 2/5[3]
- Gamezebo : 3,5/5[4]